# مرجان فرساد
مرجان فرساد (زاده ۱۳۶۲ تهران) انیماتور، تصویرگر، خواننده و ترانه‌سرای ایرانی ساکن مونترآل کانادا و بروکلین در نیویورک آمریکا است.
او در سال ۱۳۸۸ به مونترآل کانادا مهاجرت کرد. ترانه‌های «پرتقال من» و «خونه ما» در رسانه‌های اجتماعی بازدید کنندگان زیادی داشته‌است. اغلب ویدئو کلیپ‌های او از انیمیشن‌های اوست و موسیقی و شعر ترانه‌هایش را خودش می‌سازد.
اولین آلبوم او «گل‌های آبی» در سال ۲۰۱۴ منتشر شدو آلبوم دوم او با نام «درخت سپید» در سال ۲۰۲۰ منتشر گردید. او در نیویورک، سان فرانسیسکو، تورنتو و سایر شهرها کنسرت‌اجرا کرده‌است.